# Cataulacus centrurus
Cataulacus centrurus är en myrart som beskrevs av Bolton 1982. Cataulacus centrurus ingår i släktet Cataulacus och familjen myror. Inga underarter finns listade.